# Schwedensteine (Bad Oeynhausen)

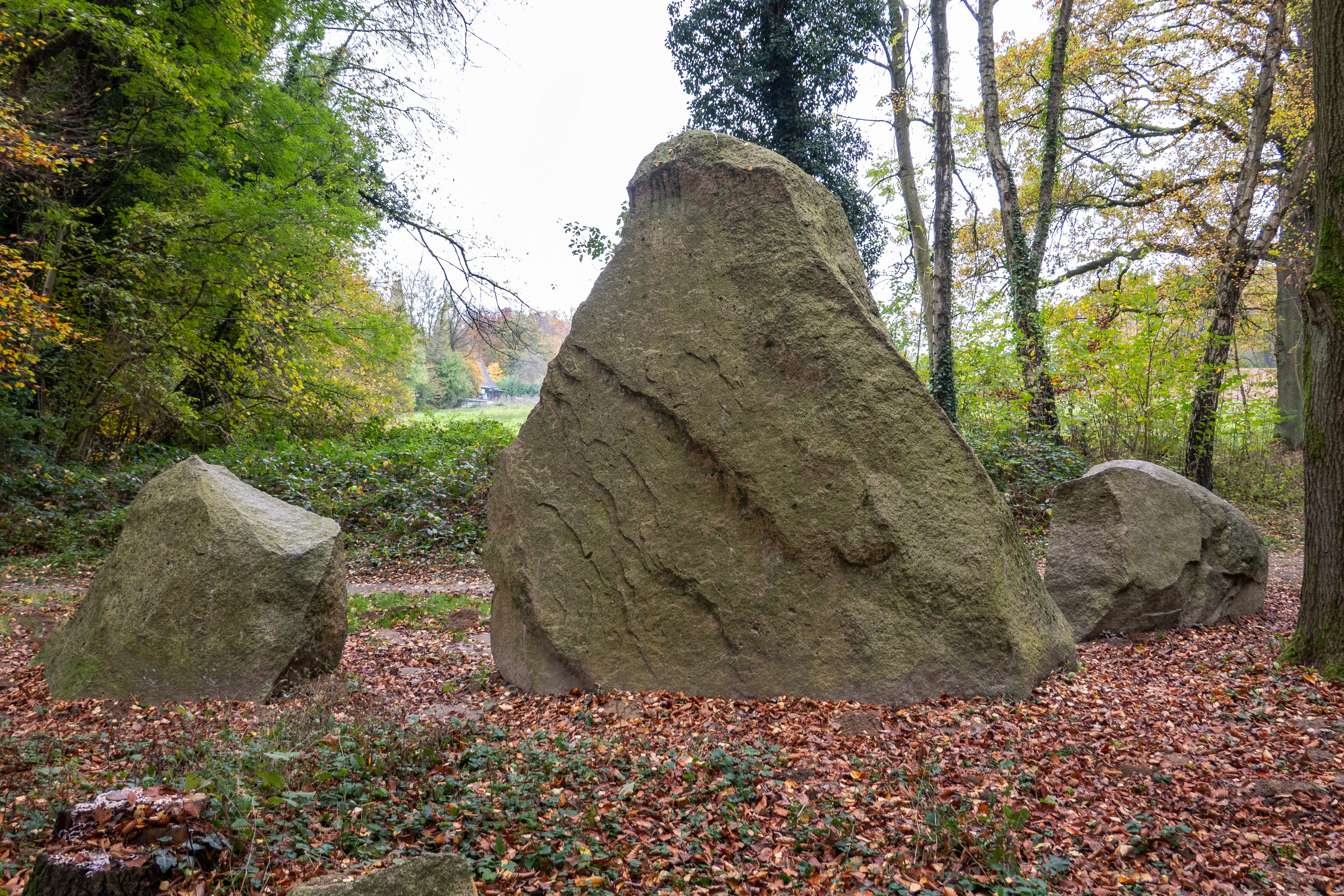
Die Bruchstücke des Findlings Schwedenstein

Die Schwedensteine sind Bruchstücke des Findlings Schwedenstein in der ostwestfälischen Stadt Bad Oeynhausen  im Kreis Minden-Lübbecke in Nordrhein-Westfalen.

## Geschichte
Im Jahr 1960 wurde beim Aushub einer Baugrube im Lüttnants Feld im Bad Oeynhausener Ortsteil Lohe ein Findling im Geschiebelehm gefunden.▼
Der Stein kam vermutlich vor etwa 200 000 Jahren mit dem Eis der Saale-Kaltzeit aus Skandinavien. Daher erhielt er den Namen „Schwedenstein“.
Das damals in Minden stationierte Pionier-Bataillon 110 transportierte den Fund ab. An einer Weggabelung im etwa 200 m weiter westlich gelegenen Landschaftspark Siekertal wurden vier Bruchstücke des vermutlich bei seiner Bergung zerbrochenen Steins aufgestellt.▼

## Beschreibung
Der Schwedenstein war ein Gneis. Das Naturdenkmal wird beschrieben als ein mit rötlichbraunen und gelblichweißen Feldspäten durchsetzter heller, grobkörniger Granit. Das ursprüngliche Gewicht wird auf etwa 57 t geschätzt. Das manchmal auch einfach „Schwedenstein“ genannte größte Bruchstück hat bei einem Umfang von 9 m und einer Höhe von 2,0 m ein Volumen von 12,4 m³. Daraus ergibt sich bei einer Dichte von 2,6 t/m³ eine geschätzte Masse von 32,2 t.
Die Bruchstücke wurden auf der Seite liegend platziert, so dass auch die glattgeschliffene Unterseite des Findlings zu sehen ist.